# Ocelové magnólie
Ocelové magnólie, anglicky  Steel Magnolias, je americký dramaticko-romantický rodinný komediální film z roku 1989. Film byl natočen podle stejnojmenné divadelní hry z roku 1987 Roberta Harlinga, který byl i autorem scénáře k tomuto snímku. Jeho děj se odehrává v Louisianě.
Děj filmu pojednává o životních osudech celkem šesti spřátelených jižanských žen. Jde o šest přítelkyň, které společně řeší všechny životní trable, trampoty a problémy. Scházejí se pravidelně v místním salonu krásy (dámské kadeřnictví), což je místo vhodné nejen pro vzájemnou výměnu zkušeností, názorů, drbů ale i pro vzájemnou pomoc.
Osu příběhu tvoří vztah matky Lynn (Sally Fieldová) a její těžce nemocné dcery dcery Shelby (Julia Robertsová), která je diabetička a po porodu svého syna jí přestanou fungovat ledviny. Proto Shelby podstoupí transplantaci ledviny, kterou jí věnovala její matka, Shelby ale nakonec předčasně zemře na pooperační komplikace.

## Základní informace
- premiéra: 17. listopadu 1989
- země původu: Spojené státy americké
- rok výroby: 1989
- režie: Herbert Ross
- scénář: Robert Harling (autor námětu i scénáře)
- kamera: John A. Alonzo
- hudba: Georges Delerue
- délka: 117 minut
- distributor: TriStar Pictures

## Hrají

### ženy
- Sally Fieldová (M'Lynn Eatenton)
- Dolly Partonová (Truvy Jones)
- Shirley MacLaine (Ouiser Boudreaux)
- Daryl Hannahová (Annelle Dupuy Desoto)
- Olympia Dukakisová (Clairee Belcher)
- Julia Robertsová (Shelby Eatenton Latcherie)

### muži
- Tom Skerritt (Drum Eatenton)
- Sam Shepard (Spud Jones)
- Dylan McDermott (Jackson Latcherie)
- Kevin J. O'Connor (Sammy Desoto)

## Ceny
- Zlatý glóbus pro Julii Robertsovou a nominace na Oscara pro nejlepší herečku ve vedlejší roli. Šlo o Juliinu průlomovou filmovou roli, která z téměř neznámé začínající mladé herečky udělala filmovou hvězdu – v době premiéry tohoto filmu uběhly zhruba čtyři týdny od dotočení jejího nejznámějšího snímku Pretty Woman.

## Zajímavosti
Julia Robertsová zde hraje těžce nemocnou dívku, která je těžká diabetička a jež ve filmovém příběhu otěhotní, což nakonec způsobí, že bojuje o svůj život, tento souboj však prohraje a zemře.